# علی صمدی احدی
علی صمدی احدی (زاده ۱۳۵۱ در تبریز، ایران) فیلم‌ساز و کارگردان ایرانی-آلمانی و برنده چندین جایزه سینمایی از جمله جایزه فیلم سال آلمان است. از مهم‌ترین فیلم‌های او می‌توان به سالامی علیکم و بچه‌های گم‌شده اشاره کرد.همچنین فیلم انمیشین (Moonbound( 2021 ، بچه‌های گم‌شده (۲۰۰۵) فیلمی مستند دربارهٔ زندگی سخت کودکان سرباز شمال اوگاندا است و جایزه فیلم سال آلمان را دریافت کرده است. سالامی علیکم از فیلم‌های پرفروش در آلمان، فیلمی کمدی است که به زبان طنز به ایرانیان مهاجر آلمان و روابط آلمانیان و مهاجران می‌پردازد. فیلم موج سبز او ترکیبی از پویانمایی و فیلم مستند بی‌واسطه است.

## زندگی
علی صمدی احدی در سال ۱۳۵۱ در تبریز زاده شده و تا ۱۳ سالگی در ایران زندگی می‌کرد. در زمان جنگ ایران و عراق هنگامی که ۱۳ ساله بود به تنهایی از ایران گریخت و به آلمان مهاجرت کرد. او در آلمان تحصیل را ادمه داد در رشته‌های جامعه‌شناسی و سینما و تلویزیون (ارتباطات بصری) تحصیل کرد. سپس به عنوان فیلمساز و فیلمنامه‌نویس مستقل کار خود را آغاز کرد که تا امروز ادامه دارد.
علی صمدی تا سال ۲۰۰۴ که بچه‌های گم‌شده را ساخت همواره فیلم کوتاه و مستند می‌ساخت. مستند بچه‌های گم‌شده دربارهٔ زندگی سخت کودکان سرباز شمال اوگاندا، مستند تلخ بسیار موفقی بود و جایزه‌هایی مانند جایزه فیلم سال آلمان را دریافت کرد. او پس از وقفه‌ای سه ساله فیلم کمدی سالامی علیکم را دربارهٔ مهاجران ایرانی در آلمان ساخت که به گفتهٔ خودش برگرفته از تجربیات و زندگی شخصی‌اش در آلمان بود. صمدی احدی می‌گوید «تم فیلم بیشتر در مورد جستجوی وطن است. یک وطن جدید که در مورد خیلی از ایرانی‌های مقیم خارج از کشور، صادق است. دوره و زمانه گاهی آدم را مجبور می‌کند قبول کند جایی که زندگی می‌کند، وطن او شده است.» پرداخت شخصیت و فضا سازی آلمان شرقی نیز از جنبه‌های بسیار موفق این فیلم است.

## فیلم‌شناسی

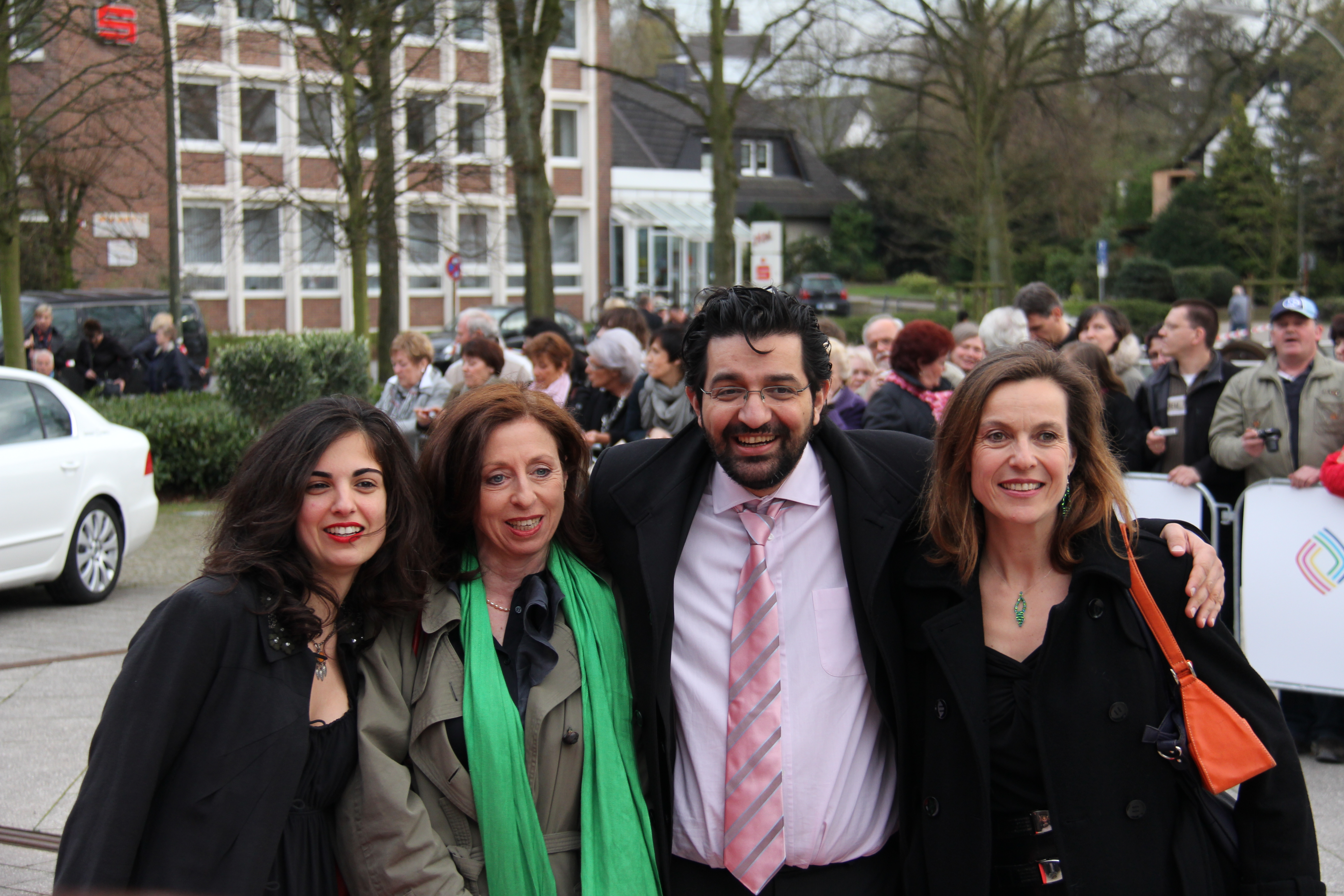
علی صمدی و گروه فیلم ایران: انتخابات ۲۰۰۹

- ۱۹۹۲: Leipziger Allerlei، فیلم کوتاه (zusammen mit Nils Loof und Rasmus Sievers)
- ۱۹۹۶: Geburtstag mit der Omi، فیلم کوتاه
- ۱۹۹۸: Goodbye Matze، فیلم کوتاه
- ۲۰۰۳: Culture Clan، مستند
- ۲۰۰۴: بچه‌های گم‌شده، مستند (zusammen mit Oliver Stoltz)
- ۲۰۰۹: سالامی علیکم، فیلم کمدی
- ۲۰۱۰: ایران: انتخابات ۲۰۰۹ (Iran: Elections ۲۰۰۹)، مستند تلویزیونی
- ۲۰۱۱: موج سبز The Green Wave، مستند
- 2021: انمیشین سفر به ماه ، Moonbound